# Всесъюзен референдум за запазване на СССР
Всесъюзният референдум за запазване на СССР е първият и единствен референдум, проведен на територията на Съветския съюз. Провежда се на 17 март 1991 г. и обсъжда въпросът за запазването на СССР като обновена федерация на равноправни суверенни субекти.

## Референдум
На 24 декември 1990 г. 4 конгрес на народните депутати на СССР, провеждайки поименно гласуване, приемат, че е необходимо съхранение на СССР като обновена федерация, състояща се от равноправни суверенни републики, в която в пълна степен са обезпечени правата и свободите на хората от всяка националност. На референдума се предвижда да се зададат 5 въпроса, но впоследствие, е издаден указ за провеждането на референдум само за първият от тези пет въпроса:

1. Смятате ли за необходимо да се запази СССР като обновена федерация на равноправни суверенни републики, в която в пълна степен са обезпечени правата и свободите на хората от всяка националност? (Да/Не)
2. Смятате ли за необходимо да се запази СССР като единна държава? (Да/Не)
3. Смятате ли за необходимо запазването в СССР на социалистическия строй? (Да/Не)
4. Смятате ли за необходимо запазването на съветската власт в обновения Съюз? (Да/Не)
5. Смятате ли за необходимо гарантирането в обновения Съюз на правата и свободите на хората от всяка националност? (Да/Не)